# Visjera (Kama)
 For alternative betydninger, se Visjera. (Se også artikler, som begynder med Visjera)
Visjera (russisk: Вишера) er en flod i Perm kraj i Rusland. Den er en venstre biflod til floden Kama, og er 415 km lang, med et afvandingsareal på 31.200 km². De vigtigste bifloder er Jazva og Kolva. Visjera fryser over i månedsskiftet oktober/november, og er islagt til slutningen af april. Der er fundet diamantforekomster i Visjeras afvandingsområde.
Floden starter i den aller nordøstligste del af Perm kraj nær grænsen til Sverdlovsk oblast og republikken Komi.
61°38′57″N 59°19′35″Ø / 61.6492°N 59.3264°Ø